# هریس یولین
هریس یولین (انگلیسی: Harris Yulin؛ زادهٔ ۵ نوامبر ۱۹۳۷) یک هنرپیشه، و بازیگر سینما اهل ایالات متحده آمریکا است. وی از سال ۱۹۷۰ میلادی تاکنون مشغول فعالیت بوده‌است.

## بخشی از فیلمشناسی
از فیلم‌ها یا برنامه‌های تلویزیونی که وی در آن نقش داشته‌است می‌توان به آثار زیر اشاره کرد.
- میدنستون (۱۹۷۰)
- داک (۱۹۷۱)
- حادثه در ویشی (۱۹۷۳)
- کوجک (مجموعه تلویزیونی) (۱۹۷۴)
- آیرونساید (مجموعه تلویزیونی) (۱۹۷۵)
- خانه کوچک (مجموعه تلویزیونی) (۱۹۷۵)
- حرکت شب (فیلم ۱۹۷۵) (۱۹۷۵)
- باره‌تا (۱۹۷۵)
- دودمان (فیلم) (۱۹۷۶)
- پیروزی در انتبه (۱۹۷۶)
- استیل (فیلم ۱۹۷۹) (۱۹۷۹)
- صورت‌زخمی (۱۹۸۳)
- زیبایی مرگبار (فیلم) (۱۹۸۷)
- زنی دیگر (۱۹۸۸)
- شکارچیان روح ۲ (۱۹۸۹)
- تحلیل نهایی (۱۹۹۲)
- تهدید فوری و آشکار (فیلم) (۱۹۹۴)
- جزیره کاتروت (۱۹۹۵)
- استوارت خانواده‌اش را نجات می‌دهد (۱۹۹۵)
- حلقه زمان (۱۹۹۵)
- فریژر (۱۹۹۶)
- کثرت (فیلم) (۱۹۹۶)
- به دنبال ریچارد (۱۹۹۶)
- بین (۱۹۹۷)
- توفان (۱۹۹۹)
- گهواره خواهد جنبید (۱۹۹۹)
- بافی قاتل خون‌آشام‌ها (مجموعه تلویزیونی) (۱۹۹۹–۲۰۰۲)
- هتل میلیون دلاری (۲۰۰۰)
- پرونده‌های ایکس (۲۰۰۰)
- عطر (فیلم ۲۰۰۱) (۲۰۰۱)
- ساعت شلوغی ۲ (۲۰۰۱)
- قانون‌شکنان آمریکایی (۲۰۰۱)
- روز تعلیم (۲۰۰۱)
- دیوارهای چلسی (۲۰۰۱)
- باشگاه امپراتور (۲۰۰۲)
- ۲۴ (مجموعه تلویزیونی) (۲۰۰۲–۰۳)
- دیدبان سوم (۲۰۰۵)
- بازی ۶ (۲۰۰۵)
- خز (۲۰۰۶)
- دارودسته (مجموعه تلویزیونی) (۲۰۰۸)
- نیکیتا (۲۰۱۱–۱۲)
- مکانی آن سوی کاج‌ها (۲۰۱۲)
- تاریخچه کوتاه زوال (۲۰۱۳)
- یک سال بسیار خشن (۲۰۱۴)
- اوزارک (مجموعه تلویزیونی) (۲۰۱۷)
- واضح و خطر موجود